# Alba religiosa
El alba religiosa es una variante del Alba, estilo trovadoresco condicionado por el contenido. En este estilo se desea que llegue la mañana (símbolo de la gloria divina, de la gracia, de la Virgen, etc.) y se teme o se habla mal de la noche (símbolo de tentaciones, pecados, etc.) que se desea que termine.
Aunque las albas amorosas son más abundantes, entre los trovadores catalanes se puede encontrar algún alba religiosa con esta de Cerverí de Gerona en que el trovador desea, al contrario de lo que ocurre con los enamorados clandestinos, que llegue el día ya que así se terminarán las ansias y los peligros de la noche; el día traerá la luz que desea el que no esconde nada.
| I Axi con cel c'anan erra la via que deu tener, can va ab nit escura, e te cami nal e brau, qui l'atura, e non sab loc, ne cami, on se sia, sufren mal temps ab regart de morir, soy eu, tan no pusc fer ço que desir: que vis fenir la nit, coençan l'alba. II Que·l cami ay errat que far devia: tan m'es la nuytz fer'e salvatg'e dura, e·l temps tan braus que ez on mays va mays, piyura; per que, no say on m'an ne on m'estia: qu'enan non pusc anar ne romanir, ne pusc lo temps laxar ne.l pusc sofrir, per que, m'albir que m'an trop tardan l'alba. III est segles fals es la nuit qui·m laguia: cami d'infern, temps braus, ple de rancura, e vals de plors: ço ditz Sant'Escriptura. E l'enfans paucs can nays o signifia, c'ab ab dolors yug'e·y esta, ez exir no·n pot ses plor. Ver Deu, faitz m'esclarzir per dryt seguir lo cami denan l'alba. IV Eu no soy ges cel qui va a s'amia de nuyt, car cil cuy m'autrey m'assegura, pessan a leys; e d'altre no n'ay cura, e lays la nuyt, e voil prendre·l clar dia: car il no tem lauzenjar ne mal dir, enans li pusc ab jorn denan venir: per qu·eu asir la nit, desiran l'alba. V Altr'amador say c'a ir'e feunia can ab sidons es, e descre e jura can les jorns ve e la nuytz tan pauc dura, e jamais jorn ne alba ne volria; ez u, car tan dura la nuytz, cossir, c'ab nuit no pusc de leys cuy soy, jausir, ne·l lum chausir que·ns fa clar e gran l'alba. VI Gaugs es e lutz, stella que·l mon guia, e anc no fo domna d'aytal natura, c'on mays sofer de preyadors, melura; e sos Espos far ço que no faria nuylls altr'espos, car platz-li, can servir ve s'espoza, amar e obezir: qu'es ses falir que·ns va·l jorn mostran alba. VII D'est'alba deu totz hom aver desir, c'om ses l'alba no pot al jorn venir ne·l Sol chausir, ne deu azirar l'alba. VIII Le nobles reys de Mayllorca sab dir e far tot be, e·l segle·l deu servir e obezir, seven e honran l'alba. | I Así como aquel que camina errante el camino que ha se seguir, cuando va de noche oscura, y tiene un camino doliente y difícil, que le detiene, y no sabe el lugar, ni el camino, donde está, sufriendo mal tiempo en peligro de muerte, estoy yo, tan impotente de hacer lo que deseo: ver acabar la noche, empezar el alba. II Porque el camino que tenía que hacer he equivocado: tan fiera y salvaje y dura me es la noche, y el tiempo tan malo que cuando más va más empeora; por la cual cosa no sé donde voy ni donde estoy: que adelante no puedo ir ni quedarme, ni puedo el tiempo olvidar ni sufrir, por que me imagino que demasiado voy retardando el alba. III Este siglo falso es la noche que me entretiene: camino de infierno, tiempo inhóspito, lleno de rencor, y valle de llantos; esto dice la Sagrada Escritura. Y el niño pequeño cuando nace lo indica, que con dolores juega y chilla, y salir no puede sin llantos. Dios verdadero, haz me luz para seguir enseguida el camino que da al alba. IV Yo no soy aquel que va a su amiga de noche, ya que aquella a la que me entrego me afirma pensando en ella; y nada más me preocupa y dejó la noche, y quiero llegar al día claro: Porque ella no teme la calumnia ni los maldicientes, sino que puedo durante el día ir delante: porque yo odio la noche, todo deseando el alba. V Sé de otro amante que se irrita y se altera cuando con su amada se encuentra, y blasfema y jura cuando llega el día u la noche dura tan poco, y jamás querría el día ni el alba; y yo, que pienso que la noche es larga, porque de noche no puedo disfrutar de aquella de quien soy, ni salir la luz que hace clara y grande al alba. VI Gloria es y luz, estrella que al mundo guia, y nunca no existió dama de tal naturaleza, que cuando más orantes sufre, más se enaltece; y a su esposo hace aquello no haría ninguno otro esposo, ya que le place que se sirvan de su esposa, (y sea) amada y obedecida: porquesin falta el alba nos muestra el día. VII De esta alba ha de tener deseo todo el mundo, ya que sin el alba no puede llegar el día ni salir el sol, no se ha de odiar al alba. VIII El noble rey de Mallorca sabe decir y hacer todo bien, y el mundo le ha de servir y obedecer, sirviendo y honrando al alba. |